# The First (singel NCT Dream)
The First – pierwszy singel CD NCT Dream – podgrupy południowokoreańskiego boysbandu NCT. Został wydany fizycznie 9 lutego 2017 roku, był dystrybuowany przez KT Music w Korei Południowej. Płytę promował utwór „My First and Last” (kor. 마지막 첫사랑 (My First and Last)) oraz wydany wcześniej singel cyfrowy „Chewing Gum”.
Sprzedał się w nakładzie 160 709 egzemplarzy w Korei Południowej (stan na luty 2021 r.).

## Tło i wydanie
Trzecia podgrupa zespołu NCT, składająca się z siedmiu członków: Marka, Renjuna, Jeno, Haechana, Jaemina, Chenle i Jisunga, zadebiutowała wydając cyfrowy singel „Chewing Gum” 24 sierpnia 2016 roku.
1 lutego 2017 NCT Dream ogłosili, że wydadzą swój pierwszy single album pt. The First. Ich agencja ogłosiła, że Jaemin nie weźmie udziału w tym comebacku z powodu problemów zdrowotnych.
Piosenka „My First and Last” posłużyła jako główny utwór z płyty, która ukazała się 9 lutego 2017 roku. Singel zawiera również cover hitu Lee Seung-hwana z 1993 roku – „Dunk Shot”.

## Lista utworów
| CD | CD                                                                                 | CD                                             | CD                                      | CD                                      | CD      |
| Nr | Tytuł utworu                                                                       | Tekst                                          | Kompozycja                              | Aranżacja                               | Długość |
| -- | ---------------------------------------------------------------------------------- | ---------------------------------------------- | --------------------------------------- | --------------------------------------- | ------- |
| 1. | „Majimak Cheotsarang (My First and Last)” (kor. 마지막 첫사랑 (My First and Last)) | Jeon Gan-di, Mark                              | August Rigo, Justin Davey, Ryan S. Jhun | August Rigo, Justin Davey, Ryan S. Jhun | 3:22    |
| 2. | „Zuìhòu De Chūliàn (My First and Last)” (chn. 最后的初恋 (My First and Last))      | Arys Chien                                     | August Rigo, Justin Davey, Ryan S. Jhun | August Rigo, Justin Davey, Ryan S. Jhun | 3:22    |
| 3. | „Dunk Shot” (kor. 덩크슛 (Dunk Shot))                                              | Kim Kwang-jin                                  | Kim Kwang-jin                           | Kenzie                                  | 3:54    |
| 4. | „Chewing Gum”                                                                      | Jo Yoon-kyung, Moon Seol-ri, Jung Min-ji, Mark | Thomas Troelsen, Kenzie                 | Thomas Troelsen, Kenzie                 | 3:21    |
| 5. | „Chewing Gum (Pàopaotáng)” (chn. Chewing Gum (泡泡糖))                             | Arys Chien                                     | Thomas Troelsen, Kenzie                 | Thomas Troelsen, Kenzie                 | 3:21    |

## Notowania
| Lista                   | Pozycja |
| ----------------------- | ------- |
| Gaon Weekly Album Chart | 5       |

## Nagrody w programach muzycznych
| Program            | Data           | Źródło |
| ------------------ | -------------- | ------ |
| The Show (SBS MTV) | 14 lutego 2017 | [ 9 ]  |
| The Show (SBS MTV) | 21 lutego 2017 | [ 10 ] |
| The Show (SBS MTV) | 28 lutego 2017 | [ 11 ] |